# The Racketeer
The Racketeer – amerykański film z 1929 roku w reżyserii Howarda Higgina, zrealizowany w erze Pre-Code.